# Dilly Duka
Dilaver Duka, más conocido como Dilly Duka (Montville, Nueva Jersey, 15 de septiembre de 1989), es un futbolista estadounidense. Juega de mediocampista y su equipo actual es el FK Partizani Tirana de la Superliga de Albania.

## Trayectoria

### Inicios
Duka creció en Montville, Nueva Jersey, hijo de una familia albanesa originaria de Debar. Duka jugó al fútbol en la Montville Township High School y en la universidad para Rutgers University. En Rugers, lideró al equipo en goles anotados y fue nombrado al equipo estelar del Big East en 2008. En todos sus años universitarios, jugó 36 partidos, siendo titular en 35 de ellos, anotando diez goles y contribuyendo con cinco asistencias.
Durante sus años universitarios, Duka jugó dos temporadas con el Newark Ironbound Express en la USL Premier Development League.  Comenzó con los New Jersey Rangers en 2008, pero nunca llegó a jugar para ese club.

### Columbus Crew
Duka fue seleccionado en la primera ronda (octavo en la general) del SuperDraft de 2010 de la MLS por el Columbus Crew. Hizo su debut con el club el 29 de junio de 2010 en un partido por la Lamar Hunt U.S. Open Cup de 2010 frente al Rochester Rhinos.

### Chicago Fire
Luego de pasar dos temporadas con Columbus, Duka fue transferido al Chicago Fire el 1 de febrero de 2013 a cambio de Dominic Oduro.

### Montreal Impact
El 29 de julio de 2014 Duka dejó Chicago al ser transferido al Montreal Impact a cambio de Sanna Nyassi.

## Palmarés

### Títulos nacionales
| Título               | Club                | País    | Año  |
| -------------------- | ------------------- | ------- | ---- |
| Superliga de Albania | FK Partizani Tirana | Albania | 2019 |